# K. Rob. V. Wikman
Karl Robert Villehad (K.Rob.V.) Wikman, född den 20 maj 1886 i Vasa, död den 14 maj 1975 i Åbo, etnolog och sociolog, fil.dr. 1937. 

## Vetenskapsmannen
K.Rob.V. Wikman gjorde sig redan under studietiden i Helsingfors (Edvard Westermarcks elev) känd som en kunnig vetenskaplig författare; en del av hans tidiga undersökningar rörande bl.a. tro, rit och sed ledde fram till hans viktigaste arbete, doktorsavhandlingen Die Einleitung der Ehe (1937) som behandlade föräktenskapliga sedvänjor inom det svenskspråkiga kulturområdet (nattfrieri). Han verkade 1918-27 som lärare vid Svenska folkakademin i Malm och blev sistnämnda år föreståndare för institutet för nordisk etnologi vid Åbo Akademi, där han 1937-42 var docent och 1942-55 e.o. professor i sociologi.
Wikman gjorde även en betydelsefull insats genom publiceringen av etnografiskt material; han var bl.a. 1918-48 huvudutgivare av det stora samlingsverket Finlands svenska folkdiktning. Han var litterärt produktiv upp i hög ålder; utgav 1970 en banbrytande Linnéstudie, Lachesis and Nemesis. Wikman verkade som huvudredaktör för föreningen Brages tidskrift Budkavlen under de första åtta åren, dvs. 1922-29, och skrev även senare flitigt i detta organ. Wikman författade under tre decennier många ledare i Vasabladet, Svenska Pressen  och Åbo Underrättelser. 
Såsom Westermarck-samfundets förste sekreterare (1940-52) och senare dess preses (1952-61) gjorde Wikman mycket för att sammanföra förkrigstidens etnosociologi och efterkrigstidens sociologi med dess intresse för industrisamhället. Hans förmedlarroll syntes speciellt i de många sakkunniguppdrag han erhöll då tjänster inom modern sociologi besattes både i Finland och Sverige.

### Östsvenskhet
Våren 1914 utgav Svenska studenters partidelegation i Helsingfors en samling uppsatser, Svenskt i Finland. Ställning och strävanden. I inledningen framhålls att svenskhetsrörelsen sedan några år befann sig i ett nytt skede - man syftade naturligtvis på lantdagsreformens konsekvenser 1906. Tyngd fick publikationen inte minst av att ledande personer i Svenska folkpartiet lämnar sina bidrag. Även K.Rob.V. Wikman medverkade med en artikel betitlad "Österbottens svenskar". Begynnelseorden är: "I Österbotten möter oss ett svnskt folklynne måhända starkare särpräglat av sin ras, sin naturomgivning och sina historisk-sociala förhållanden än någon annanstädes i svenska Finland." "I förhållandet till finnarna har den svenske österbottningen alltid visat sig mäktig av en viss nationell självhävdelse. Varhelst svenskar och finnar längs hela den långa språkgränsen mötas, skall man finna, att de båda folkkaraktärerna instinktivt stötas från varandra." Wikman beklagar inte detta förhållande. "Det ligger någonting av självbevarelsens lag under den motvilja tvenne raser lägga i dagen inför varandras egendomligheter." Någon rasblandning på det svenska elementet vill han inte veta av. "Det är föga sannolikt, att Österbottens svenskar förr mer än nu för tiden skulle ha förmått absorbera finska element./.../ Allt tyder på, att den svenska befolkningen här är en självständig ren ras." Detta beror enligt honom på motsättningarna mellan raserna. Mot bakgrund av det sagda röjer han sin inställning. "Det måste uppväxa en pietet inför det egna med fordran, att det kulturella fars- och fädernearvet icke skall helt förgätas, när en släkt bosätter sig i Nyland eller någon annanstädes. Österbottnisk kultur behöver samling, det är lösenordet, samling kring det gamla, egna svenska bondearvet, samling kring österbottniska kulturideal. Under det vårt nationalitetssträvande går upp i det svenska nationalmedvetandets enhet, så äro vi dock och förblir vad vi äro för oss själva, österbottningar." Det är inte alls beklagasvärt att motsättningen existerar den är cementerad och bör så förbli, ty raserna är en storhet som inte får rubbas. Det är svenskhetens urkälla.   
Wikmans debatt med Eirik Hornborg exemplifierar ytterligare hans syn på svenskheten. Vid den här tiden diskuterades i Svenska folkpartiet begreppet nationalitet. Skulle man nöja sig med att tala om "folkelement" eller borde en klarare skillnad görs gentemot det finska? Hornborgs linje var här förmedlande, medan Wikmans är den radikalt svensknationella. 
Wikman fastslår en tvårasmodell för Finlands befolkning. Hornborg sammanfattade läget så att kusten bebos av en ur etnisk synpunkt blandad befolkning, och att denna befolkning är svenskspråkig i Nyland och mellersta och södra Österbotten, medan Satakuntas och Egentliga Finlands befolkning är finskspråkig. Den bildade klassen kunde heller inte kallas svensk ur etnisk synpunkt. Wikman tyckte att Hornborgs ståndpunkt var ohållbar ur biologisk synvinkel, närmast lamarckistisk. Istället måste vi skilja på ras och historia på samma sätt som vi gör skillnad mellan individ och miljö eller mellan ärftlighet och anpassning. Rasen är "folkenheternas biologiska grundfaktum; den är det centrum mot hvilket de enskilda individerna inom folkenheterna gravitera". I sitt bidrag till Svenskt i Finland riktar han uppmärksamhet på hur finskt och svenskt alltid stått i skarp motsättning till varandra. Och att rasegenskaper, liksom svenskhet, inte var något som kunde tvagas bort utan vidare. Svenskhetsrörelsen hade sin främsta kraftkälla i rasen.
K.Rob.V. Wikman hörde 1917 till självständighetsfalangen inom Svenska folkpartiet.